# Hasan Dinçer
Hasan Dinçer né en 1910 à Sandıklı et mort le 24 avril 2001, est un homme politique et avocat turc.
Diplômé de la faculté de droit de l'Université d'Istanbul en 1933. Procureur de Hayrabolu, vice-procureur d'Afyonkarahisar, procureur de Balıkesir et juge pénal de Bolvadin quitte sa carrière juridique et devient avocat. Membre du Parti démocrate (1946-1948), du Parti de la nation (1948-1953), du Parti républicain de la nation (1954-1958), du Parti républicain paysan de la nation (1958-1965) et du Parti de la justice (1965-1980), Député d'Afyonkarahisar (1946-1950, 1961-1965 et 1969-1973) et de Konya (1965-1969). Ministre d'État et vice-premier ministre (1962-1963), ministre de la défense nationale (1965), ministre de la justice (1965-1969), ministre d'État (1970-1971). Membre du conseil des directeurs de la Direction générale de la Caisse de pension (1975-1978 et 1980-1981).